# Kamal Bahamdan
Kamal Bahamdan (Riad, 12 de febrero de 1970) es un jinete saudita que compitió en la modalidad de salto ecuestre. Participó en cinco Juegos Olímpicos de Verano entre los años 1996 y 2012, obteniendo una medalla de bronce en Londres 2012 en la prueba por equipos.

## Palmarés internacional
| Juegos Olímpicos | Juegos Olímpicos      | Juegos Olímpicos  | Juegos Olímpicos |
| Año              | Lugar                 | Medalla           | Categoría        |
| ---------------- | --------------------- | ----------------- | ---------------- |
| 2012             | Londres (Reino Unido) | Medalla de bronce | Por equipos      |